# Sheffield Arena
Motorpoint Sheffield Arena (w skrócie Sheffield Arena) – arena w Sheffield w Anglii. Znana z organizacji dużych koncertów i wydarzeń sportowych. Jej pojemność to 13.500 osób. Obecnie jest zarezerwowana dla zespołu hokejowego Sheffield Steelers, który gra w Elite Ice Hockey League i Champions League Elite i stanowi jeden z czołowych mistrzów brytyjskich hokeja na lodzie.

## Historia areny
Arena została otwarta przez królową Elżbietę II 30 maja 1991 r. Tego samego dnia na arenie odbył się pierwszy koncert; dał go Paul Simon w ramach trasy Born at Right Time Tour. Od momentu otwarcia areny w wydarzeniach na niej uczestniczyło już 7 milionów ludzi.

## Wydarzenia na arenie

### Koncerty
Na Sheffield Arena koncertowały następujące gwiazdy: A-ha, Avril Lavigne, Def Leppard, Iron Maiden, Alice Cooper, Rihanna, Elton John, Tom Jones, Paul McCartney, Bryan Adams, Depeche Mode, One Direction, Katy Perry, Robbie Williams, Whitney Houston, Lady Gaga, Justin Bieber, Janet Jackson, Phil Collins, Tina Turner, Cher, Bon Jovi, Pink, Rod Stewart, David Bowie, Sting, Prince, Kylie Minogue, Britney Spears, Def Leppard, Westlife, Take That. Spice Girls, The Killers, Duran Duran, Pussycat Dolls, Aerosmith, Scissor Sisters, Wet Wet Wet, AC/DC, Backstreet Boys, Oasis, Arctic Monkeys, Queen + Paul Rodgers, Journey, Coldplay, Muse, Green Day, Paramore, JLS, Iron Maiden i Elbow.

### Zawody w boksie
11 października 1997 na Sheffield Arena bokser Joe Calzaghe pokonał ówczesnego mistrza świata w boksie Chrisa Eubanka i zdobył tytuł mistrza świata w boksie. Na arenie tytuł mistrza świata w boksie obronił również Nasem Haamed wygrywając z José Badillo. 26 listopada 2005 na arenie Ricky Hatton w 9. rundzie znokautował Carlosa Maussego, co przyniosło mu tytuł mistrza świata w boksie. Na arenie również Clinton Woods dwukrotnie pokonał Meksykanina Julio Césara Gonzáleza.

### Pozostałe wydarzenia
Na arenie odbywają się również coroczne imprezy w tym Disney On Ice, który odbywa się co roku w listopadzie lub grudniu. Występowali również na niej komicy: Lee Evans, Michael McIntyre, Alan Carr, Al Murray, Russel Howard i Peter Kay (ten ostatni w 2011 roku dał aż pięć występów na arenie; bilety na jego występy sprzedano w ciągu kilku godzin). 
9 czerwca 2007 na obiekcie odbyła się gala International Indian Academy Film Awards (emisja telewizyjna z gali rozeszła się na cały świat).

## Zarządzanie
Arena jest własnością Sheffield City Trust, niezależnej organizacji charytatywnej, która podpisała kontrakt z Live Nation UK.

## Transport

### Samochód
Arena ma parking samochodowy, na którym może się pomieścić około 2000 samochodów. W pobliżu areny przebiega autostrada M1.

### Tramwaj
Arena posiada połączenie z przystankiem tramwajowym, który znajduje się obok areny. Po drugiej stronie areny (Valley Centertainment) także znajduje się przystanek tramwajowy.